# 在アンゴラ外国公館の一覧
在アンゴラ外国公館の一覧では、アンゴラに置かれている各国の大使館、領事館について扱う。現在、アンゴラの首都であるルアンダには、51ヶ国の大使館が置かれている。また、ベンゲラにも領事館が有る。

## 大使館
ルアンダ
- アルジェリア
- アルゼンチン
- ベルギー
- ブラジル
- ブルガリア
- カーボベルデ
- 中国
- コンゴ共和国
- コートジボワール
- キューバ
- チェコ
- コンゴ民主共和国
- エジプト
- 赤道ギニア
- フランス
- ガボン
- ドイツ
- ガーナ
- バチカン
- インド
- イスラエル
- イタリア
- 日本
- 韓国
- リビア
- マリ
- モロッコ
- モザンビーク
- ナミビア
- オランダ
- ナイジェリア
- ノルウェー
- パレスチナ
- ポーランド
- ポルトガル
- ルーマニア
- ロシア
- 西サハラ
- サントメ・プリンシペ
- セルビア
- 南アフリカ
- スペイン
- スウェーデン
- スイス
- ウクライナ
- イギリス
- アメリカ
- ベネズエラ
- ベトナム
- ザンビア
- ジンバブエ

## 領事館
ベンゲラ
- ポルトガル（総領事館）

## その他在アンゴラ公館
ルアンダ
- 欧州連合